# Abrincates
Les Abrincates, nommés Abrincatui par Pline l'Ancien sont un peuple gaulois armoricain. Ils habitaient les vallées de la Sée, de la Sélune et la rive droite du Couesnon autour de la baie du mont Saint-Michel. Leur territoire correspondait au sud de l'actuel département de la Manche. Au nord, ils avaient pour voisins les Unelles du nord Cotentin, dont ils étaient probablement clients ; à l'ouest et au sud les Redons (Riedones).
Ils ont laissé leur nom à la ville d’Avranches et à l'Avranchin.

## Ethnonyme
L'étymologie du nom des Abrincates ne fait pas consensus et diverses propositions ont pu être faites.
Les hypothèses les plus récentes sont celles de Jacques Lacroix, qui fait de Abrincatui, les « puissants guerriers » ou « puissants au combat », avec abro- « puissant, fort, violent », qu'il indique être une forme reconstituée, et -catu, « combat ». Selon lui, le nom des Abrincates signifierait donc, les « puissants combattants ». 
Daniel Levalet, s'il est d'accord avec Lacroix pour lire le thème -catu, voit dans la première partie du nom, un dérivé du nom celtique de l'estuaire, aberen-, ceux-ci vivant autour de la baie du mont Saint-Michel, formée par les estuaires de plusieurs fleuves côtiers. Il traduit donc le nom des Abrincatui comme étant les « guerriers des estuaires ».
Les Abrincates apparaissent tout d'abord sous la plume de Pline l'ancien, sous la forme Abrincatui.

## Histoire

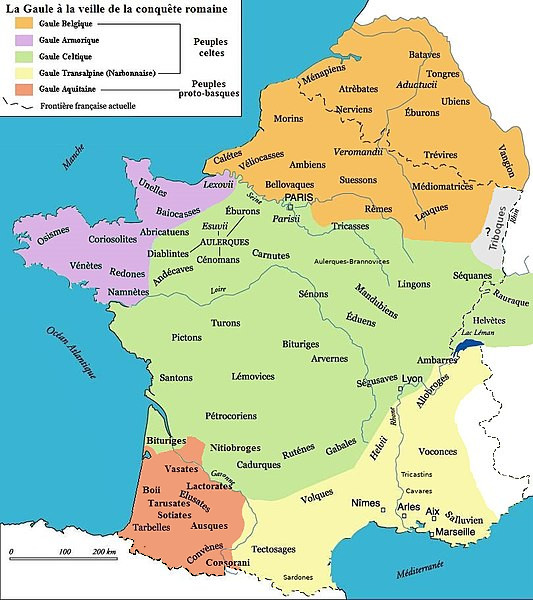
Les Abrincates au sein de la Confédération armoricaine.

### Confédération armoricaine
À l'époque de l'indépendance gauloise, ils faisaient partie de la Confédération armoricaine, territoire situé le long de la Manche et de l'Atlantique aux contours mal définis. 

### Limite des Abrincates
Le territoire des Abrincates se situe au sud de l'actuel département de la Manche, autour de la baie du mont Saint-Michel. Ses frontières correspondent sensiblement à celles de l'ancien diocèse d'Avranches qui lui succède au Ve siècle.
Leur capitale à l'époque romaine est Avranches. À l'époque de l'indépendance gauloise et dans les premiers temps de la domination romaine, cette cité s'appelait Igena avant de prendre celui d’Abrincas au Bas Empire. Ce toponyme est issu du nom du peuple Abrincates et il s'est finalement substitué à Ingena, selon un processus fréquemment observé ailleurs en Gaule (cf. Paris, Bayeux, Évreux, etc.) et lors de la réorganisation de la Gaule en cités romaines. Lors de la réorganisation de la Lyonnaise par Constantin, la cité est intégrée à la Lyonnaise Seconde comme les différentes autres cités qui constitueront le cadre de la future province ecclésiastique de Rouen (archidiocèse), puis de la Normandie.
Leurs voisins septentrionaux sont les Unelles. Les auteurs considèrent généralement le Thar comme limite entre les deux civitates.
Au nord-est, les Abrincates sont voisins des civitates des Baiocasses et des Viducasses.
A l'est, ils sont limitrophes des Sagiens, probable pagus de Ésuviens à l'époque de l'indépendance.
Au sud et au sud-ouest, ils touchent aux Riedones, dont ils sont séparés par le Couesnon. Au sud-est leurs voisins sont les Aulerques Diablintes.